# HABニューススカッシュ
『HABニューススカッシュ』（エイチエイビー ニューススカッシュ）は、北陸朝日放送で月曜日から金曜日に放送されている5分間のニュース番組（スポットニュース）。2008年4月からはハイビジョンで放送されている。なお、高校野球石川大会開催前（特別番組放送のため）や年末年始には放送休止となる（詳しくは後述）。
20:54枠はサービス放送開始の1991年9月24日から放送されている。
昼枠は1991年10月1日から1993年4月2日まで放送されていなかった。1993年4月5日より放送されたが（12:55‐13:00）『ワイド!スクランブル』開始により、1996年3月29日で打ち切りとなった。1998年3月30日より再開された（11:25‐11:30）。

## 放送時間
- 月曜 - 金曜 11:41 - 11:45
  - 『大下容子ワイド!スクランブル・第1部』のローカル枠での差し替えとして放送。同番組をフルネット(水曜日を除く)[1]ではなく、11:45飛び乗りとする場合には放送なし。また、通常通り10:30飛び乗りとする場合であっても、緊急時や高校野球石川大会期間中の末期にあたる場合は放送なし。
- 月曜 - 金曜 20:54 - 21:00

いずれの時間帯も、年末年始や番組改編時の特別番組放送時には休止となる。
土曜・日曜の昼の石川県内ニュースは、2011年1月より『ANNニュース』の後半で2 - 3分ほど伝えている。
2022年度は12月30日から1月3日までの昼のローカルニュースが曜日問わず休止となった。2023年度は12月30日から1月1日まで休止となった。2024年1月2日・3日は令和6年能登半島地震報道のため、臨時に昼のローカルニュースを放送した。

## 出演者
- 牧野慎二
- 下田武史
- 吉川圭一
- 上野雅美
- 森重有里彩
- 城所海司
- 菅井智絵

## 内容
石川県内のニュース1 - 2項目、天気予報（番組のスポンサーに関連した映像を流しながら予報を伝える）。
2009年1月放送分からはサブ項目を表示している。ニュースタイトルおよびサブ項目は『ANN NEWS』と同一。